# Голиков, Николай Иванович (художник)
Николай Иванович Го́ликов (1924, Палех, Владимирская губерния — 2011, Палех, Ивановская область) — советский и российский художник, мастер палехской лаковой миниатюры. Член Союза художников РСФСР с 1961 года. Народный художник РСФСР (1974).

## Биография
Родился в семье потомственного палехского художника-иконописца, мастера лаковой миниатюры, заслуженного деятеля искусств РСФСР — Ивана Голикова.
Общее начальное образование получил в сельской школе с. Палех, затем окончил ФЗУ Майдаковского завода (с. Майдаково Палехского района).
В 1941 году был в народном ополчении. Затем работал в колхозе. С сентября 1942 года на фронтах Великой Отечественной войны. Воевал на Брянском и Карельском фронтах, был дважды ранен. После войны продолжал службу в армии, демобилизован в 1950 году и вернулся в Палех.
Обучался в Палехском художественном училище, его учителями были И. П. Вакуров, Н. М. Парилов, Н. М. Зиновьев (1950—1954). Работал в творческом объединении «Палехские художественно-производственных мастерские Худфонда СССР» (1954—1989); в те же годы, начиная с 1976 — преподавал в Палехском художественном училище. Занимался монументальной и театрально-декорационной живописью, росписью фарфора. Вместе с художницей Т. И. Зубковой написал эскизы к мультфильму по мотивам русского народного эпоса «Добрыня Никитич» (1965). Участвовал в работах по оформлению киноконцертного зала в гостинице «Россия» и Комнаты сказок в Детском музыкальном театре в Москве (1979—1982)
Тематика произведений Н. И. Голикова: фольклор, история, литература, битвы, Великая Отечественная война, жанровые сцены.
Умер 20 февраля 2011 года в Палехе, похоронен на поселковом кладбище.

## Награды и звания
- 1944 — медаль «За отвагу»
- 1944 — орден Красной Звезды
- 1967 — Заслуженный художник РСФСР
- 1984 — орден Трудового Красного Знамени.
- 2000 — удостоен Стипендии Союза художников России.

## Память
- В Палехе на доме, в котором жил художник установлена мемориальная доска[4].
- Памятник-бюст Н. И. Голикову установлен возле Дома-музея Голикова[5].